# Echo (Leona Lewis)
Echo è il secondo album in studio della cantante pop/R&B britannica Leona Lewis.
Echo ha venduto oltre 3 milioni di copie.

## L'album
Come per l'album di debutto, Spirit, i produttori esecutivi di Echo  sono Simon Cowell e Clive Davis. L'album viene interamente registrato a Los Angeles. Riguardo alla scelta del titolo, Leona Lewis ha affermato che il termine Echo sta ad indicare un album con un sound ampio ed organico.
Alla produzione di questo album hanno lavorato diversi produttori importanti della scena musicale tra cui Ryan Tedder (produttore della hit Bleeding Love) che ha prodotto e scritto, insieme alla Lewis, due canzoni incluse nell'album: Happy, il primo singolo, e Lost Then Found che vede la collaborazione dei OneRepublic di cui Tedder è il frontman. Tra gli altri che hanno collaborato all'album c'è Justin Timberlake che con il suo team ha prodotto Don't Let Me Down e c'è anche Max Martin che ha prodotto due tracce: I Got You e Outta My Head, scelta come secondo singolo.
Nell'album è contenuta anche una cover di Stop Crying Your Heart Out, magnifico brano degli Oasis, prodotta da Steve Robson.
Echo viene pubblicato in vari formati: la versione standard con 13 tracce, pubblicata in tutto il mondo; la versione deluxe, pubblicata esclusivamente in Giappone, che include You Don't Care e Fly Here Now, tracce presenti nella versione nordamericana di Echo al posto di Stop Crying Your Heart Out e Naked, e Let It Rain, b-side del singolo Happy e alla fine vi sono le versioni download scaricabili per iTunes, con bonus track le tracce Fly Here Now nell'edizione internazionale, e Naked nell'edizione nordamericana. La canzone My Hands è stata scelta dai produttori di Final Fantasy XIII come colonna sonora delle versioni americana ed europea del gioco.

## Singoli estratti
- Il primo singolo estratto da Echo è la ballata Happy, scritta e prodotta da Ryan Tedder in collaborazione con la stessa Lewis e pubblicata il 15 settembre 2009, prima dell'uscita dell'album.
- Il secondo singolo estratto dall'album è I Got You, trasmesso dalle radio americane a partire dall'8 dicembre 2009 e pubblicato ufficialmente il 21 febbraio 2010.

## Tracce
La tracklist ufficiale dell'album è stata pubblicata il 6 ottobre 2009 sul sito ufficiale inglese della Lewis.
1. Happy – 4:02
2. I Got You - 3:45
3. Can't Breathe - 4:14
4. Brave - 3:36
5. Outta My Head - 3:39
6. My Hands - 4:12
7. Love Letter - 4:00
8. Broken - 4:03
9. Naked - 3:49
10. Stop Crying Your Heart Out - 4:08
11. Don't Let Me Down - 4:36
12. Alive - 3:29
13. Lost Then Found (featuring OneRepublic) - 11:09 (include la traccia nascosta Stone Hearts & Hand Grenades)

Bonus tracks
1. Fly Here Now - 3:40 (Pre-order track only)

Japanese bonus tracks
1. You Don't Care - 4:03
2. Fly Here Now - 3:40
3. Let It Rain - 3:40

Edizione nordamericana
1. Happy - 4:01
2. I Got You - 3:46
3. Love Letter - 4:00
4. Can't Breathe - 4:14
5. You Don't Care - 4:03
6. Outta My Head - 3:38
7. Brave - 3:36
8. My Hands - 4:12
9. Alive - 3:29
10. Don't Let Me Down - 4:35
11. Fly Here Now - 3:40
12. Broken - 4:02
13. Lost Then Found (featuring OneRepublic) - 11:08 (include la traccia nascosta Stone Hearts & Hand Grenades)

Bonus track
1. Naked - 3:49 (North American pre-order track only)

## Cronologia delle pubblicazioni
| Stato           | Data             | Formato               | Etichetta                |
| --------------- | ---------------- | --------------------- | ------------------------ |
| Filippine       | 9 novembre 2009  | CD                    | Sony Music Entertainment |
| Italia          | 13 novembre 2009 | CD, download digitale | Sony Music Entertainment |
| Irlanda         | 13 novembre 2009 | CD, download digitale | Sony Music Entertainment |
| Germania        | 13 novembre 2009 | CD, download digitale | Sony Music Entertainment |
| Paesi Bassi     | 13 novembre 2009 | CD, download digitale | Sony Music Entertainment |
| Svizzera        | 13 novembre 2009 | CD, download digitale | Sony Music Entertainment |
| Australia       | 13 novembre 2009 | CD, download digitale | Sony Music Entertainment |
| Francia         | 16 novembre 2009 | CD, download digitale | Sony Music Entertainment |
| Portogallo      | 16 novembre 2009 | CD, download digitale | Sony Music Entertainment |
| Polonia         | 16 novembre 2009 | CD, download digitale | Sony Music Entertainment |
| Norvegia        | 16 novembre 2009 | CD, download digitale | Sony Music Entertainment |
| Lussemburgo     | 16 novembre 2009 | CD, download digitale | Sony Music Entertainment |
| Grecia          | 16 novembre 2009 | CD, download digitale | Sony Music Entertainment |
| Repubblica Ceca | 16 novembre 2009 | CD, download digitale | Sony Music Entertainment |
| Belgio          | 16 novembre 2009 | CD, download digitale | Sony Music Entertainment |
| Nuova Zelanda   | 16 novembre 2009 | CD, download digitale | Sony Music Entertainment |
| Spagna          | 16 novembre 2009 | download digitale     | Sony Music Entertainment |
| Hong Kong       | 16 novembre 2009 | CD                    | Sony Music Entertainment |
| Regno Unito     | 16 novembre 2009 | CD, download digitale | Syco Music               |
| Stati Uniti     | 17 novembre 2009 | CD                    | J Records                |
| Canada          | 17 novembre 2009 | CD                    | Sony Music Entertainment |
| Danimarca       | 18 novembre 2009 | CD                    | Sony Music Entertainment |
| Finlandia       | 18 novembre 2009 | CD                    | Sony Music Entertainment |
| Svezia          | 18 novembre 2009 | CD                    | Sony Music Entertainment |
| Brasile         | 23 novembre 2009 | CD                    | Sony Music Entertainment |
| Giappone        | 25 novembre 2009 | CD                    | Sony Music Japan         |
| Giappone        | 25 novembre 2009 | CD + DVD              | Sony Music Japan         |

## Classifiche
| Classifica (2009)  | Posizione massima |
| ------------------ | ----------------- |
| Australia          | 31                |
| Austria            | 7                 |
| Belgio (Fiandre)   | 69                |
| Belgio (Vallonia)  | 67                |
| Canada             | 16                |
| Europa             | 4                 |
| Francia            | 51                |
| Germania           | 12                |
| Grecia             | 49                |
| Irlanda            | 2                 |
| Italia             | 40                |
| Messico            | 98                |
| Nuova Zelanda      | 26                |
| Paesi Bassi        | 36                |
| Regno Unito        | 1                 |
| Spagna             | 16                |
| Svezia             | 19                |
| Svizzera           | 3                 |
| U.S. Billboard 200 | 13                |